# 敬王陵
敬王陵是中国东周周敬王的陵墓，位于河南省洛阳市西南6公里孙旗屯乡土桥沟村周山。直径75米，高34米。现存完好。